# Bergkirche St. Marien (Schleiz)

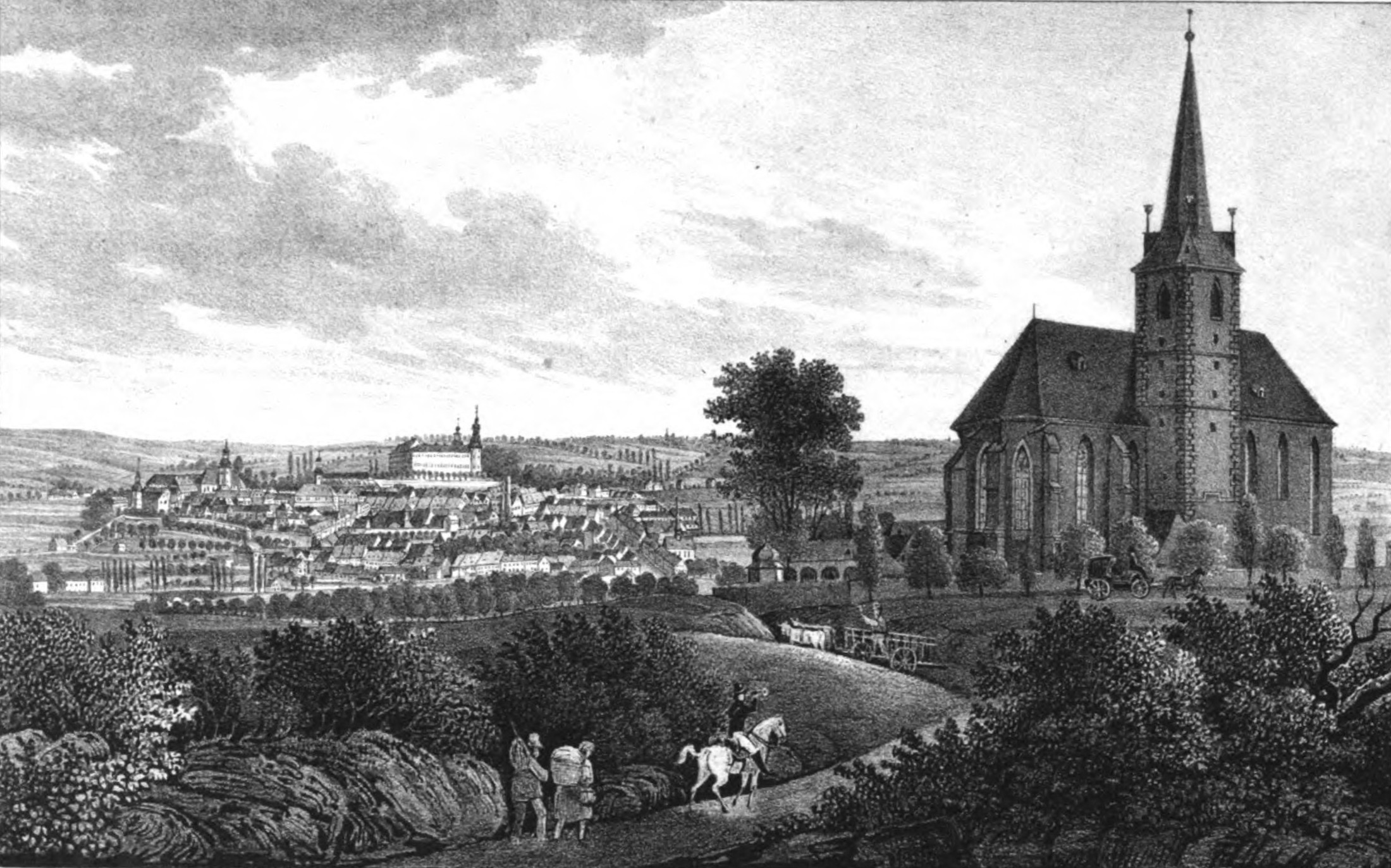
Bergkirche St. Marien (um 1837)

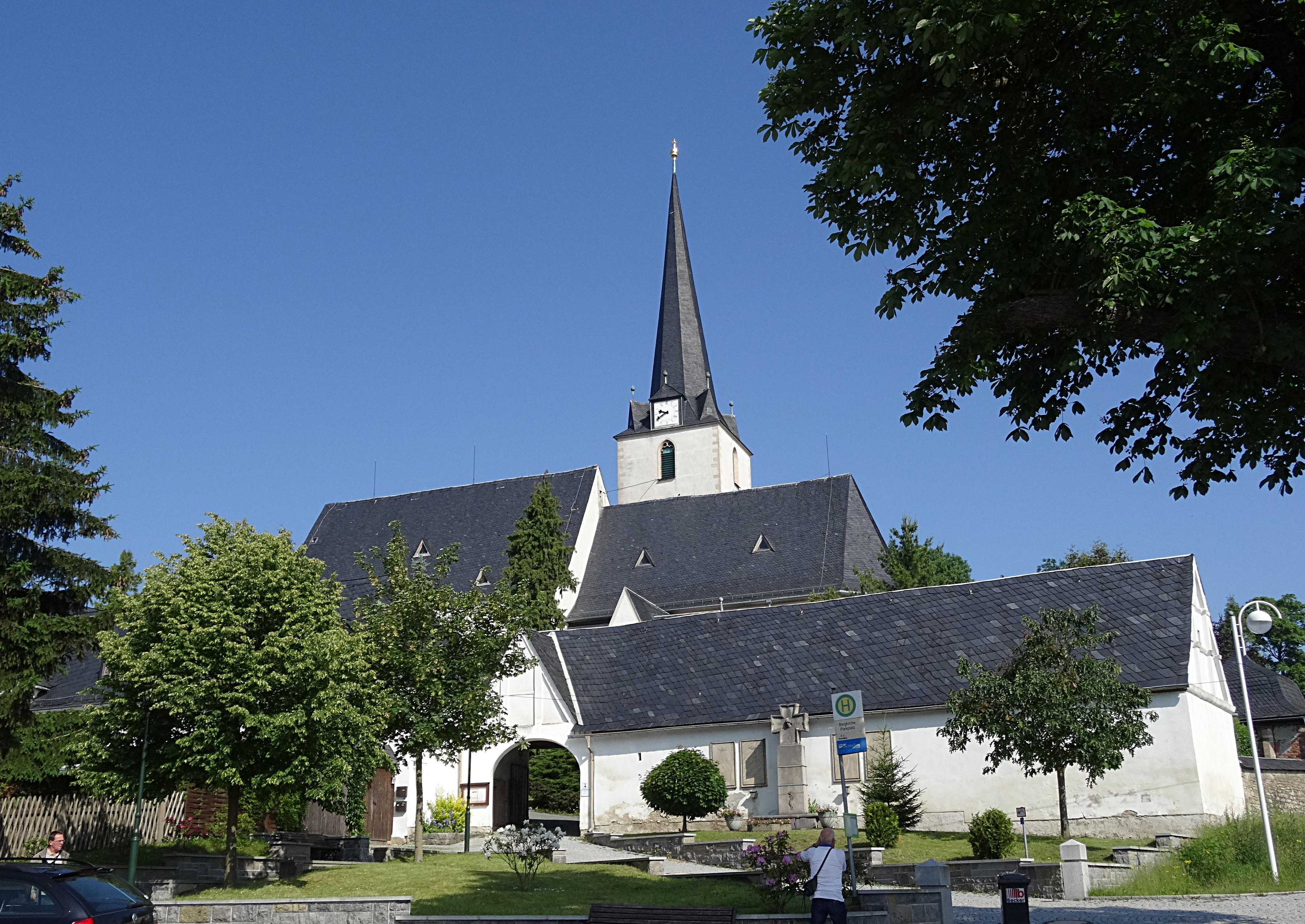
Bergkirche St. Marien (2018)

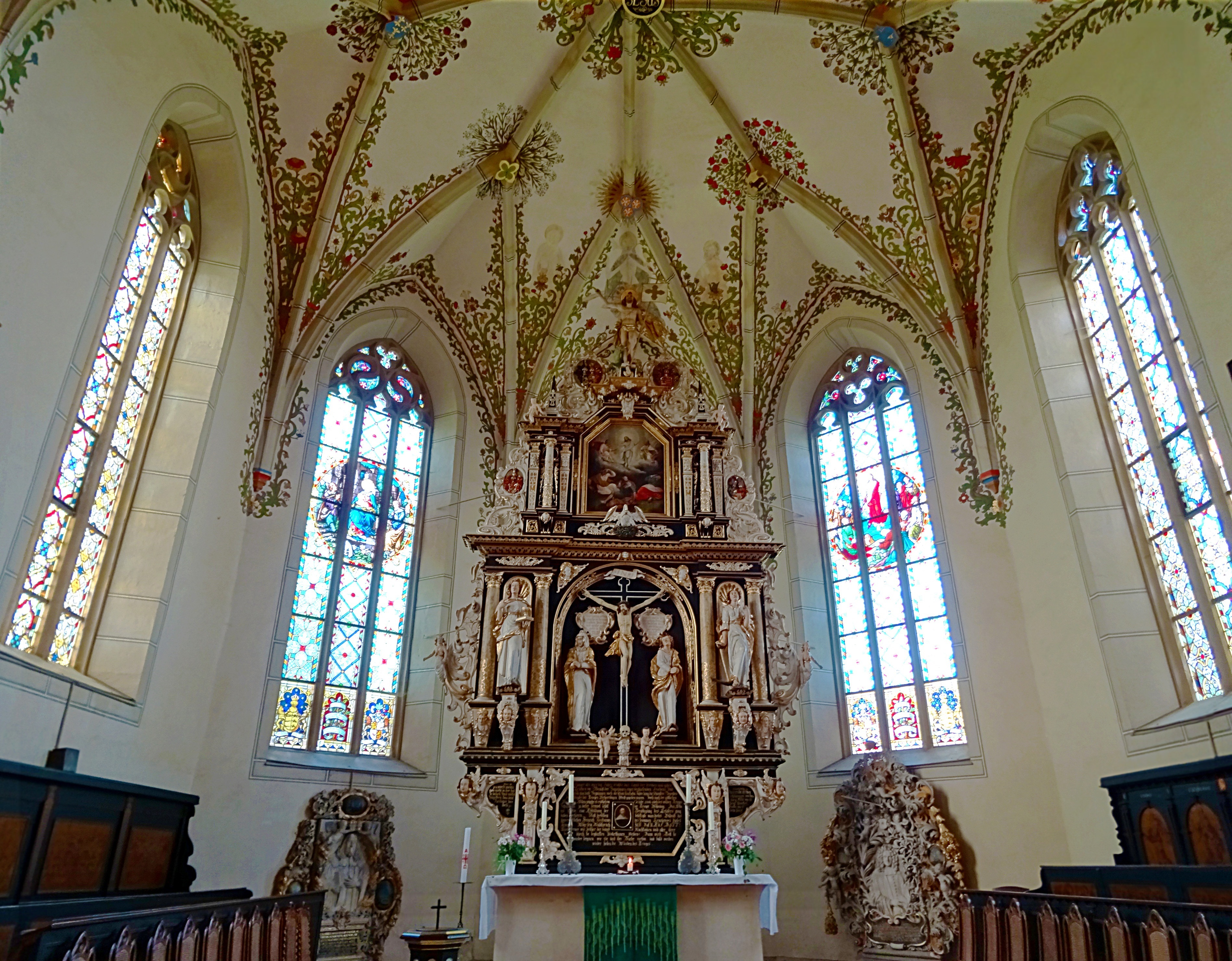
Chorraum

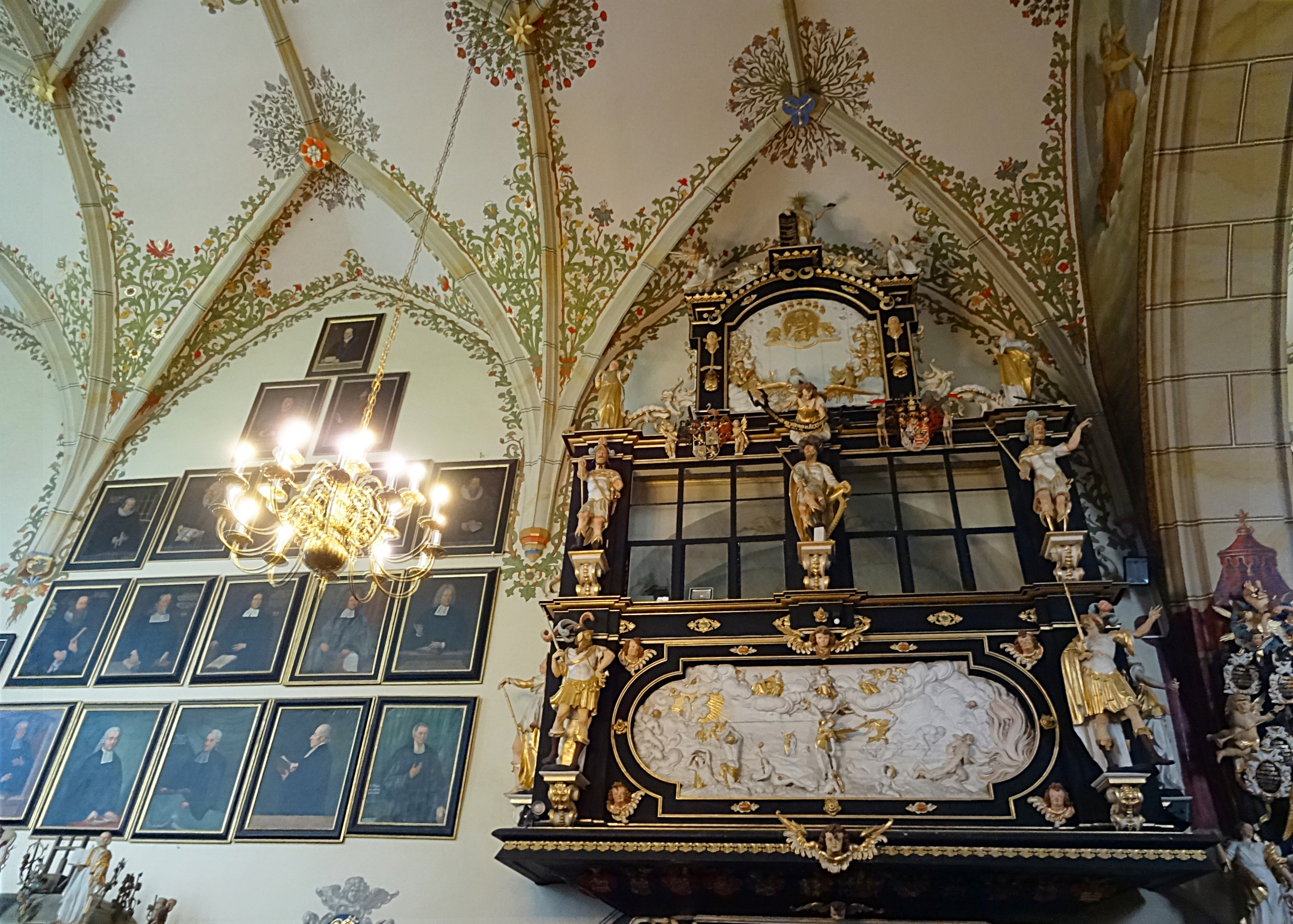
Fürstenstand

Die Bergkirche St. Marien ist eine gotische Kirche mit barocker Ausstattung, die sich am nördlichen Stadtrand von Schleiz befindet. Sie diente über 400 Jahre als Begräbniskirche des Fürstenhauses Reuß und gilt als eine der sehenswertesten Kirchen im Südosten Thüringens.

## Geschichte

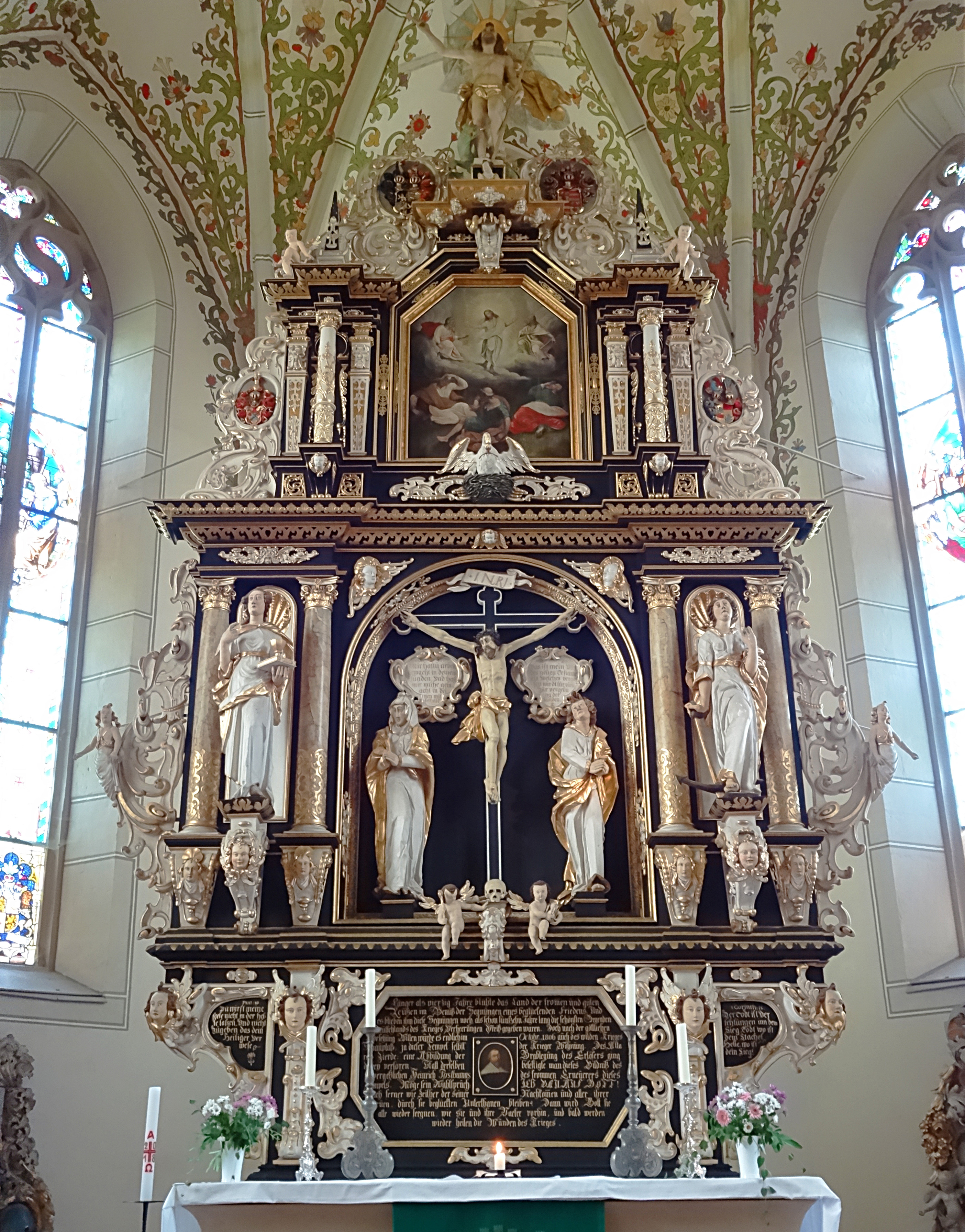
Altar von 1635

Im 12. Jahrhundert wurde auf einem Höhenzug, von der Stadt durch das Tal der Wisenta getrennt, ein Gotteshaus, vermutlich eine Wegekapelle an der alten Handelsstraße von Naumburg nach Regensburg, errichtet. Der älteste erhaltene Teil der Bergkirche ist ein Sandsteinportal aus der 2. Hälfte des 12. Jahrhunderts. Die erste urkundliche Erwähnung der Bergkirche stammt von 1359, als der Deutsche Orden das Gotteshaus übernahm und es bis 1382 zur gotischen Marienkirche ausbauen ließ. Zwischen 1484 und 1507 erfolgte ein zweiter Bauabschnitt, bei dem der Turm und der Altarraum vollständig neu gebaut wurden und ihre jetzigen Abmessungen erhielten. Aus dieser Zeit stammen der Treppenturm, der so genannte Wendelstein, und die Kanzel. 1533 fand hier, nach Einführung der Reformation in Schleiz, am 8. Juni der erste evangelische Gottesdienst statt. Zwischen 1622 und 1638 ließ Heinrich Posthumus Reuß in einer dritten Bauphase die Kirche im Barockstil umbauen. Neben einer Erhöhung der Umfassungsmauern des Langschiffes und der Erneuerung des Gewölbes wurden Emporen mit Durchbrechung der Innenpfeiler eingebaut und eine Kanzeluhr angebracht. Die Verzierungen der Emporenbrüstung und die Ausmalung der Kirche erfolgte durch den Schleizer Maler Paul Keil, in der 1. Hälfte des 17. Jahrhunderts einer der bedeutendsten Maler im ostthüringisch-vogtländischen Raum.
Zu dieser Zeit erfolgte die Errichtung des jetzigen Schieferdaches, wie die Datierung 1622 im Dachwerk beweist. Die heutige vorwiegend barocke Ausstattung wurde 1896 und 1897 durch Umbauten unter Fürst Heinrich XIV. Reuß jüngere Linie ergänzt. Er veranlasste den Abbruch der Empore für die neugebaute Orgel sowie die Erweiterung des Orgelchors. Neben der Erneuerung des Fußbodens und der Glasfenster wurden viele Holzschnitzereien wiederhergestellt. In diese Zeit fällt auch die Neubemalung aller Innenräume und die Erneuerung des Schieferdaches auf Kosten der Kirchkasse.
1917 wurden die Glocken der Bergkirche abgenommen um für Kriegszwecke eingeschmolzen zu werden. 1922 erhielt die Bergkirche ein neues Stahlgeläut von der Firma Schilling & Lattermann in Apolda. Die drei Glocken haben ein Gewicht von 620, 1.100 und 2.200 Kilogramm.
Zwischen 1979 und 1983 erfolgte eine erneute Restaurierung und Renovierung, die weitestgehend in Eigenleistung der Schleizer Gemeindeglieder und finanziert durch Spenden der Partnergemeinde, ehemaliger Schleizer und Mittel aus dem staatlichen Denkmalfonds ermöglicht wurden. Die Freilegung gotischer Malereien im Chorgewölbe erfolgte unter fachlicher Anleitung des Instituts für Denkmalpflege.
2001 und 2010 erfolgten aufwendige und umfangreiche Sanierungsarbeiten an Dachstuhl und Mauerkrone. Der Dachstuhl ist von hoher Zimmermannskunst und dient als Schau- und Lehrobjekt. Seit 2007 läuft eine Sanierung der Fürstengruft, deren Abschluss durch eindringendes Grund- und Schichtenwasser die Fertigstellung der Gruft verhindert. 2011 begann mit einer Gerüststellung die Vorbereitung zur Sanierung des Westgiebels, deren ehemals zugesagte Finanzierung über Städtebau-Fördermittel gegenwärtig ungeklärt ist.

## Orgel
Die Orgel wurde 2004 bis 2007 von dem Orgelbaumeister Bernhard Kutter (Ruhla) neu erbaut. Der Renaissance-Prospekt stammt von der 1638 durch Jakob Schädlich aus Joachimsthal (Böhmen) erbauten Orgel. Die Kosten betrugen 230.670 Euro. Das Instrument hat 23 Register und drei Effektregister auf zwei Manualen und Pedal. Die Spiel- und Registertrakturen sind mechanisch.

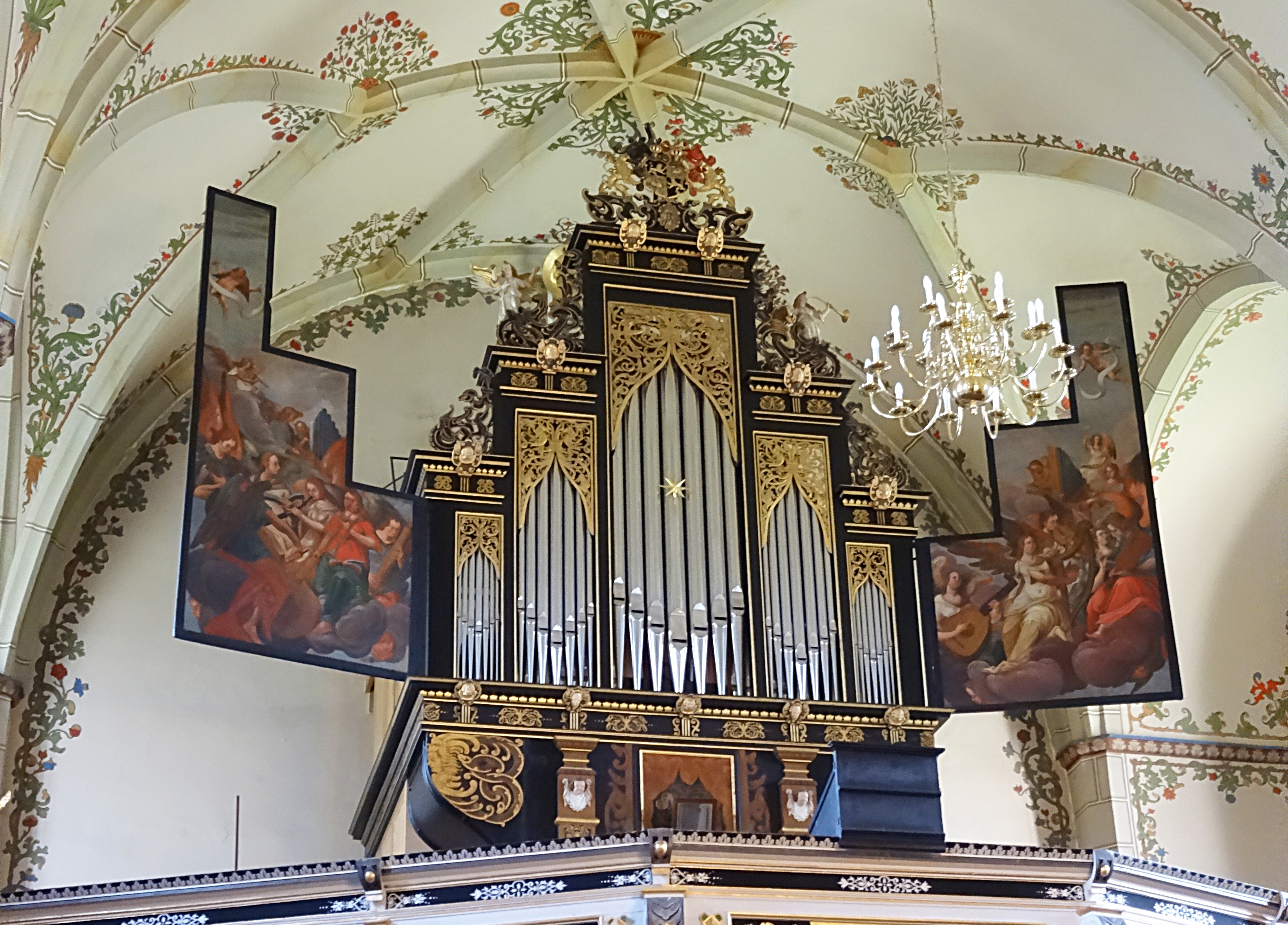
Kutter-Orgel im historischen Prospekt von Jakob Schädlich

| I Hauptwerk C–g3 |                 |    |
| 1.               | Principal       | 8′ |
| 2.               | Grob Gedackt    | 8′ |
| 3.               | Viola di Gamba  | 8′ |
| 4.               | Octave          | 4′ |
| 5.               | Mittelflöte     | 4′ |
| 6.               | Octave          | 2′ |
| 7.               | Quinte          | 3′ |
| 8.               | Sesquialter III |    |
| 9.               | Mixtur IV       |    |
| 10.              | Trompete        | 8′ |
|                  | Tremulant       |    |
|                  | Cymbelstern     |    |
|                  | Vogelgeschrey   |    |

| II Oberwerk C–g3 |                 |       |
| 11.              | Principal       | 4′    |
| 12.              | Grobkoppeln     | 8′    |
| 13.              | Quintadena      | 8′    |
| 14.              | Koppelflöte     | 4′    |
| 15.              | Tertia          | 2′    |
| 16.              | Nachthorn       | 2′    |
| 17.              | Rauschpfeife II |       |
| 18.              | Quinte          | 1 ⁄2′ |
| 19.              | Regal           | 8′    |
|                  | Regal Echo      |       |
|                  | Tremulant       |       |

| Pedal C–d1 |                   |     |
| 20.        | Subbaß            | 16′ |
| 21.        | Gedackt Untersatz | 16′ |
| 22.        | Grobe Octave      | 8′  |
| 23.        | Posaunenbaß       | 16′ |

- Koppeln: II/I, I/P, II/P

## Glocken
Im Kirchturm hängt ein dreistimmiges Glockengeläut aus Gussstahlglocken, die 1922 von der Gießerei Schilling & Lattermann, Apolda gegossen wurden. Sie ersetzten ein Bronzegeläut, das 1917 zu Kriegszwecken eingezogen und eingeschmolzen wurde. Das Material Stahl der neuen Glocken verhinderte ein ähnliches Glockenschicksal im Zweiten Weltkrieg.
| Glocke | Durchmesser | Gewicht | Schlagton | Inschrift |
| ------ | ----------- | ------- | --------- | --- |
| 1      | 1800 mm     | 2200 kg | d′        | AUS TIEFER NOT SCHREI ICH ZU DIR, HERR GOTT, ERHÖR MEIN RUFEN.                                                                     |
| 2      | 1400 mm     | 1100 kg | fis′      | KRIEGSWEH BRACH DER GLOCKEN HERZ; WAFFE WARD DAS TÖNEND ERZ, GLOCKE VON STAHL KÜND WEIT UND BREIT DEUTSCHLANDS HARTE PRÜFUNGSZEIT. |
| 3      | 1200 mm     | 0620 kg | a′        | LÄUTE, GLOCKE, LÄUTE FRIEDEN, LÄUTE RUH IN JEDES HERZ, ENDET EINST MEIN TAG HIENIEDEN, LÄUTE DU MICH HEIMATWÄRTS.                  |

## Grablege
Die Bergkirche St. Marien diente seit dem Jahre 1500 als Begräbnisstätte des Hauses Reuß. In der Alten Burgkschen Gruft, die sich unter dem Turm befindet und nicht zugänglich ist, wurden zwölf Mitglieder des zu Burgk residierenden Familienzweiges beigesetzt. Die Neue Burgksche Gruft von 1639 war stark einsturzgefährdet und wurde 2007/2008 durch ein Erdbegräbnis ersetzt, in das die ursprünglichen Särge im April 2008 zurückgebettet wurden.
Die Fürstliche Gruft wurde 1676 durch die Grafen Reuß zu Schleiz erbaut. 2005 waren die Särge größtenteils durch eindringende Feuchtigkeit beschädigt. Luftanlysen ergaben eine starke Belastung mit verschiedenen Schimmelsporen, so dass das Betreten der Gruft ein Gesundheitsrisiko darstellte. Für die Öffentlichkeit wurde die Gruft deshalb geschlossen. Die Sanierung begann im März 2009. 24 prunkvolle Metall-Särge wurden restauriert. Am 6. Mai 2015 konnte die sanierte Gruft eingeweiht werden. Sie ist bei öffentlichen Gruftführungen zu besichtigen.
Weiterhin befinden sich Grabplätze und Grüfte im Altarraum der Bergkirche. Im Kirchenschiff sind bei den Sanierungsarbeiten von 1979/1983 zahlreiche Gräber entdeckt worden. Wer dort begraben ist, konnte bisher nicht ermittelt werden.

## Nutzung
Genutzt wird die Bergkirche für Gottesdienste der Evangelisch-Lutherischen Kirchgemeinde Schleiz. Neben Trauungen und Konzerten bietet sie für die Samstags-Orgelmusiken während des Sommerhalbjahrs einen repräsentativen Rahmen. Die Bergkirche ist von Mai bis Oktober für Besucher während der Öffnungszeiten zugänglich, wobei auch Kirchenführungen angeboten werden.